# Retevirgula areolata
Retevirgula areolata is een mosdiertjessoort uit de familie van de Ellisinidae. De wetenschappelijke naam van de soort is voor het eerst geldig gepubliceerd in 1923 door Ferdinand Canu en Ray Smith Bassler.